# L'Écho du Sud
L'Écho du Sud es un semanario francés creado en 1929 por Louis Cambrézy.

## Historia
El 13 de abril de 1929, Louis Cambrézy, industrial francés, fundó el periódico L'Écho du Sud, en Fianarantsoa. Su finalidad era mantener un periódico en actividad tras la desaparición un año antes de La Voix du Sud, otro periódico fundado en Fianarantsoa por Jules Thibier.
Su sede se encuentra en Avenue Clémenceau, en Fianarantsoa, y es impresa por la Imprimerie du Betsileo. Se distribuye a un precio de 0,40 francos.
El periódico aparece todos los sábados y trata de información general sobre Madagascar.
Es gracias a este periódico que Louis Cambrézy fue nombrado caballero de la Legión de Honor en 1935, por Louis Rollin, entonces Ministro de las Colonias.

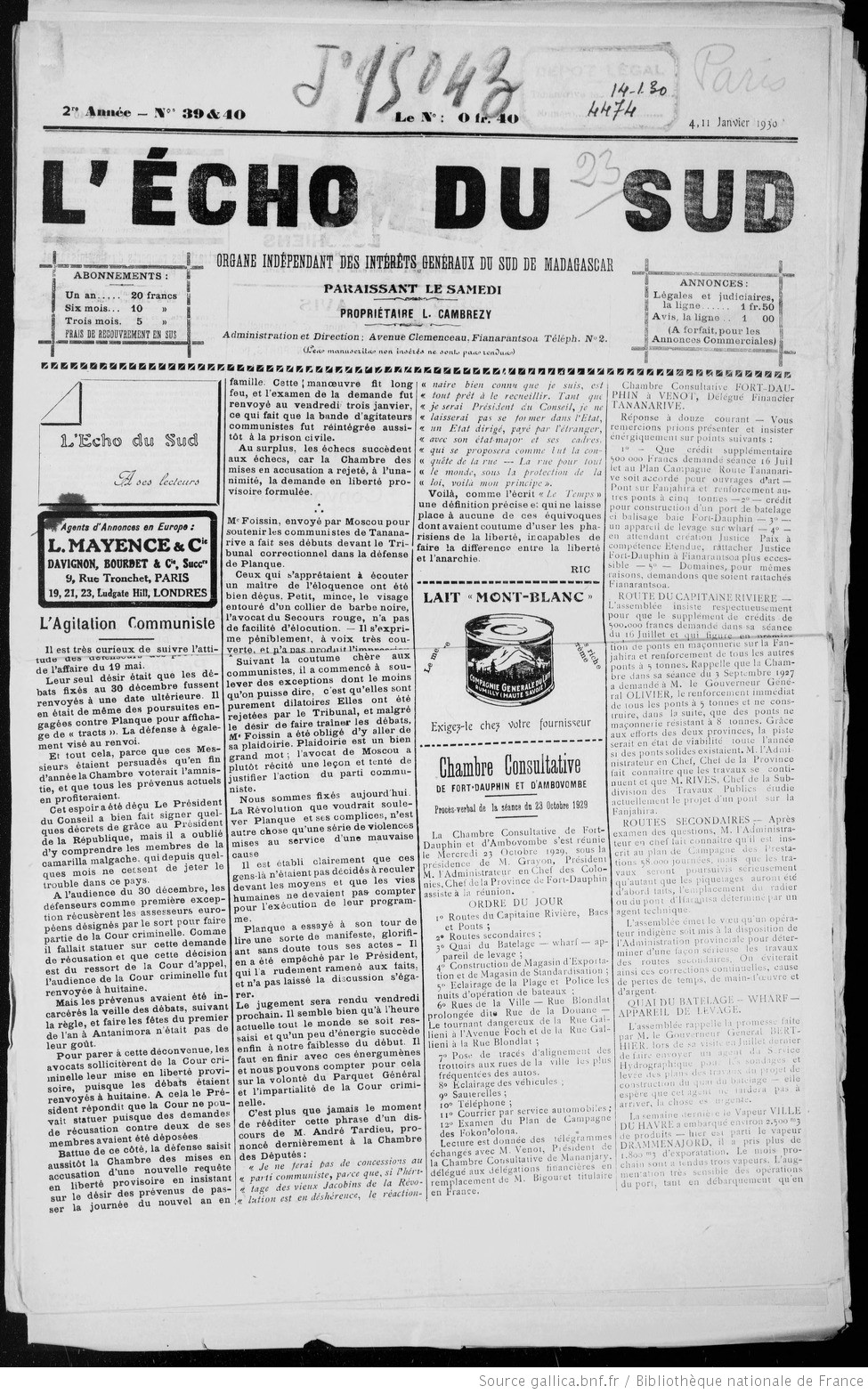
Página de L'Écho du Sud, 11 de enero de 1930

## Línea editorial
El periódico está abiertamente a favor del colonialismo y del mantenimiento de Francia en África, ya que su fundador participó en la Expedición a Madagascar. A partir de 1936 se puso del lado de los Republicanos españoles víctimas de los franquistas. Durante la Segunda Guerra Mundial, el periódico se opuso a la Francia de Vichy, que perseguía a su fundador Louis Cambrézy por pertenecer a la Francmasonería.